# Rosoxacin
Rosoxacin (còn được gọi là acrosoxacin, tên thương mại là Eradacil) là một loại kháng sinh thuộc nhóm quinolone được chỉ định để điều trị nhiễm trùng đường tiết niệu và một số bệnh lây truyền qua đường tình dục. Rosoxacin được biết đến với khả năng chống lại các chủng kháng penicillin và là một loại thuốc dùng một liều duy nhất, giúp tránh được các biến chứng thường gặp khi sử dụng penicillin, đặc biệt là sốc phản vệ.
Rosoxacin được phát triển bởi Sanofi-Synthelabo (hiện là một phần của sanofi-aventis).

## Tổng hợp

Tổng hợp Rosoxacin:

Quá trình tổng hợp rosoxacin bắt đầu bằng quá trình tổng hợp pyridin Hantzsch biến đổi sử dụng làm thành phần ammonium axetat, hai chất tương đương của methyl propiolate và một trong 3-nitrobenzaldehyd. Sau đó, Oxy hóa dihydropyridine (2) bằng axit nitric sau đó xà phòng hóa, khử carboxyl hóa và khử nhóm nitro bằng sắt và axit HCl tạo ra anilin 3. Điều này trải qua chuỗi phản ứng Gould-Jacobs cổ điển với este methoxymethylenemalonate để tạo thành vòng 4-hydroxyquinoline, sau đó kiềm hóa bằng ethyl iodide và xà phòng hóa este để hoàn thành quá trình tổng hợp chất kháng khuẩn rosoxacin (4).

## Dược lực học
Rosoxacin là một loại kháng sinh quinolone không được khử trùng. Phương thức hoạt động của nó phụ thuộc vào việc ngăn chặn sự sao chép DNA của vi khuẩn bằng cách tự liên kết với một enzyme có tên là DNA gyrase, cho phép không cần thiết phải sao chép một chuỗi xoắn kép DNA thành hai. Rosoxacin là một loại kháng sinh phổ rộng có hoạt tính chống cả vi khuẩn Gram dương và Gram âm.

## Động lực học
Rosoxacin liên kết và ức chế các enzyme topoisomerase II (DNA gyrase) và topoisomerase IV, cần thiết cho sự sao chép DNA của vi khuẩn, sao chép, sửa chữa và tái tổ hợp.